# Santo Condestável
Santo Condestável era una freguesia portuguesa del municipio de Lisboa, distrito de Lisboa.

## Historia
Fue suprimida el 8 de noviembre de 2012, en aplicación de una resolución de la Asamblea de la República portuguesa al unirse con la freguesia de Santa Isabel, formando la nueva freguesia de Campo de Ourique.

## Patrimonio
- Edificio de A Tentadora